# Holt-Vág
A Vág folyóról több ismert hiteles dokumentum is létezik. Már egy 1105-1116 között kelt oklevél, amelyet Gervansius nyitrai püspök adott ki, felsorolja a pannonhalmi apátság azon birtokait, amelyet még Szent István király idején kapott, és amelynek határa a Wacha-nál, vagyis a Vágnál volt. Az oklevél a pannonhalmi apátság oklevél átiratában, a Liber Rubenben maradt fenn. Eredetiben fennmaradt az 1111-ben íródott oklevélben, a zobori apátság első oklevelében említődik a Vág folyó. Az oklevélben leírták, hogy a szedett vám a zobori szent Hippolit kolostort illeti. Az itt előforduló vámszedésre vonatkozó adat az egyike a legrégebbi adatoknak a magyarországi vámszedést illetően.
A Holtwag elnevezés hiteles oklevélben 1211-ben fordul elő. Ez a megnevezés elárulja, hogy a Vág legkésőbb a 13. század elejére megváltoztatta korábbi medrét. A Holtvág elnevezést IV. Béla 1251-es oklevelében is megtaláljuk. Az uralkodó ezen oklevélben a túróci premontrei rendnek adományozta a Vágon szedett vám 2/3-át, mégpedig Semptétől délre, egészen a mocsarakig terjedő szakaszon. A vámszedés a hídon, a réven való átkelésre vonatkozott, de ugyanakkor a folyón leúsztatott fára is. Az oklevél említést tesz a Waskai révről, amely Tornócnál volt. IV. Béla király 1267-ben a túróci kolostornak megengedte, hogy új hidat építsen, mivel a régit a vecsei nemesek tönkretették. Ez az adat bizonyítja, hogy Sellye mellett már a 13. század első felében híd volt a Vágon.
A Vág a középkorban nem csak Sellye környékén változtatott medret, de Sempténél is, melynek következtében a semptei vár Szeredhez került. A Vág ágai körülkerítették az egykori várat, amely Luxemburgi Zsigmond magyar király gyakori tartózkodási helye volt. Később csak a folyó fő ága maradt meg, amely Szeredet és Semptét a mai napig elválasztja. A Vág folyó változása sok szomszédos település közt adott okot vitára. Ismertek Alsószerdahely és Vága közti nézeteltérések a folyó körüli földeket illetően. Mindkét település a szomszédos Ónnyal együtt az esztergomi érsekség uradalmához tartozott. Hogy mikor került sor a Vág folyásának ilyen változására, nem lehet tudni, de közvetett adatokból ítélve, legkésőbb a 15. században történt ez a mederváltozás. Szered város pecsétje ugyanis egy háromtornyú erődfalat ábrázol, ami azt bizonyítja, hogy a pecsét első ismert előfordulásának idején, 1461-ben már a vár Szered területén volt.
A Vágnak Sellye térségében is több ága volt. A 15. században némely források Sellye szigetről tesznek említést. A folyónak Sellye környékén még a 18. században is voltak mellékágai, sőt még 1864-ben is megjegyezték a Vágon való közlekedés leírásánál, hogy szeredből Negyedig a sok mellékág miatt néhány napig is eltarthat az út.
A Duna és annak mellékágai is fontos változásokon mentek keresztül. A mai fő Dunaág nem mindig volt a folyó főmedre. Nagyobb szereppel bírt a mai Kis-Duna és a Feketevíz. A 14. században ezeknek több mellékáguk volt, amelyek több apró szigetet hoztak létre. a folyók neve is megváltoztak az idők folyamán, és a Danubio megjelölés alatt nem csak a mai főmedret, de a Kis-Duna egykori medrét is lehet érteni. Az öreg Duna elnevezés is az egykori főágra enged következtetni. Az egykori folyómedrek bonyolult rendszerét leginkább a régi térképeken lehet fellelni, ezeken láthatók a Kis-Duna, Feketevíz avagy a Dudvág egykori ágai.         